# Mędrów
Mędrów – wieś w Polsce położona w województwie świętokrzyskim, w powiecie kieleckim, w gminie Raków.
| SIMC    | Nazwa    | Rodzaj     |
| ------- | -------- | ---------- |
| 0265566 | Dąbrówka | przysiółek |

W latach 1975–1998 miejscowość administracyjnie należała do województwa kieleckiego.

## Dawne części wsi – obiekty fizjograficzne
W latach 70. XX wieku przyporządkowano i opracowano spis lokalnych części integralnych dla Mędrowa zawarty w tabeli 1.

| Nazwa wsi – miasta  | Nazwy części wsi – miasta | Nazwy obiektów fizjograficznych – charakter obiektu |
| ------------------- | ------------------------- | --- |
| I. Gromada KORZENNO |                           | |
| 1. Mędrów           | 1. Dąbrówka               | 1. Czarna – rzeka 2. Mędrowskie – pola 3. Nowiny – pole, gaik 4. Piachy – pole 5. Psie Doły – nieużytki 6. Smugi – część lasu 7. Za Gościńcem – część lasu |